# 래커

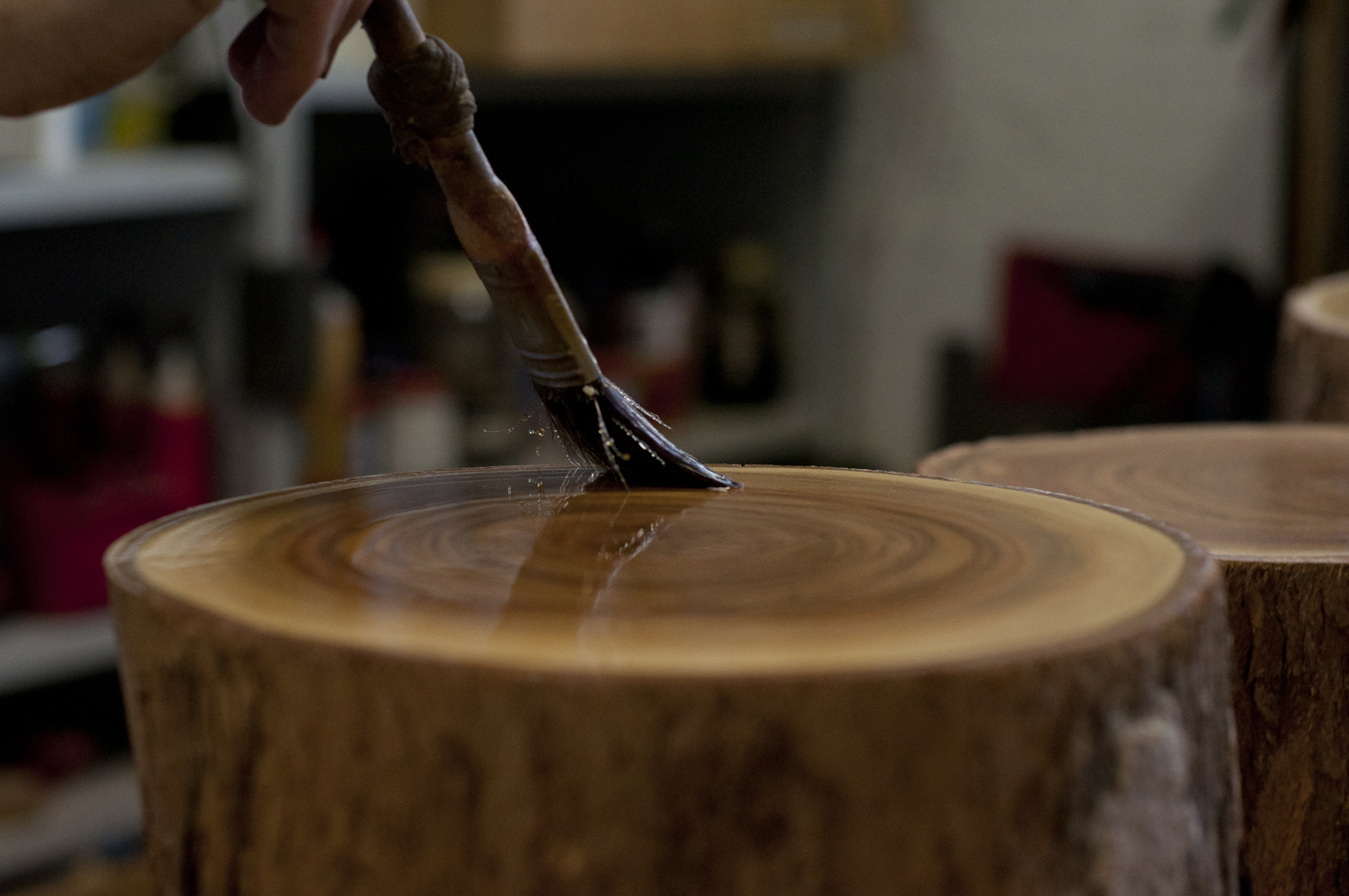

래커(Lacquer)는 흔히 락카라고도 불리는 유성페인트의 한 종류이다. 셀룰로스 유도체를 기재(基材)로 하고 여기에 수지(樹脂)·가소제(可塑劑)·안료(顔料)·용제(溶劑) 등을 첨가한 도료를 말하나, 좁은 뜻으로는 나이트로셀룰로스를 주요 성분으로 하는 도료를 가리킨다. 항공기 도장용의 도프(dope) 등 특수 래커가 있다.

## 종류
- 옻칠
- 가스 락카

### 가스 락카
가스 (주로 LPG)를 이용해 스프레이 식으로 분사되는 페인트이다.

#### 특징
- 가연성 가스를 사용하여 화기 옆에서 사용할 수 없다.
- 일반 페인트를 분사하는 형식이기 때문에 가스와 섞이지 않으면서 막힐 우려가 있다.